# Lạc tiên cảnh
Lạc tiên cảnh hay chùm bao, nhãn lồng cam, danh pháp hai phần là Passiflora caerulea, là loài dây leo thuộc họ Lạc tiên. Loài cây này có nguồn gốc từ các nước Nam Mỹ (Argentina, Paraguay, Uruguay và Brasil).

## Mô tả
Lạc tiên cảnh là loài dây leo thân gỗ. Quả có hình oval, khi chín có màu vàng cam, dài khoảng 4 cm, đường kính 4 cm, chứa nhiều hạt. Quả chín ăn được. Tại các vùng khí hậu nhiệt đới, cây ra hoa quanh năm.

## Phân bố

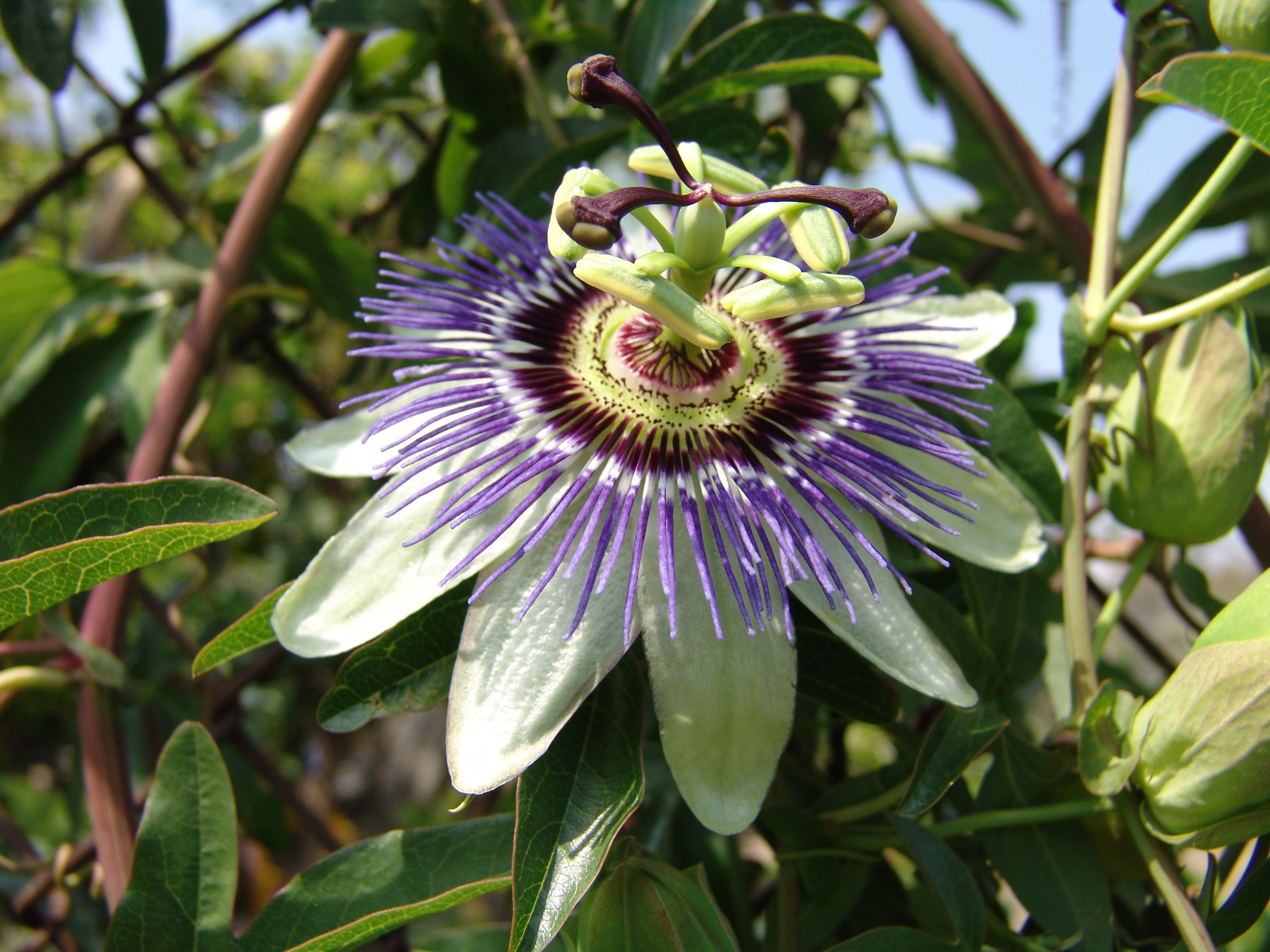
Hoa P. caerulea

Cây mọc rải rác nơi sáng và ẩm ở vùng đồng bằng đến rừng rậm. Tại Việt Nam, cây được trồng ở Quảng Nam và Thành phố Hồ Chí Minh.

## Trồng và sử dụng
Passiflora caerulea được trồng ở khắp thế giới. Quả lạc tiên cảnh ăn được nhưng khá vô vị.
Chỉ hơi ngọt ngọt và ít vị chua
Trong lá cây có cyanogenic glycosid, có thể sinh cyanide.

## Cây lạc tiên cảnh trong các nền văn hoá
Lạc tiên cảnh được coi là quốc hoa của Paraguay.

## Hình ảnh

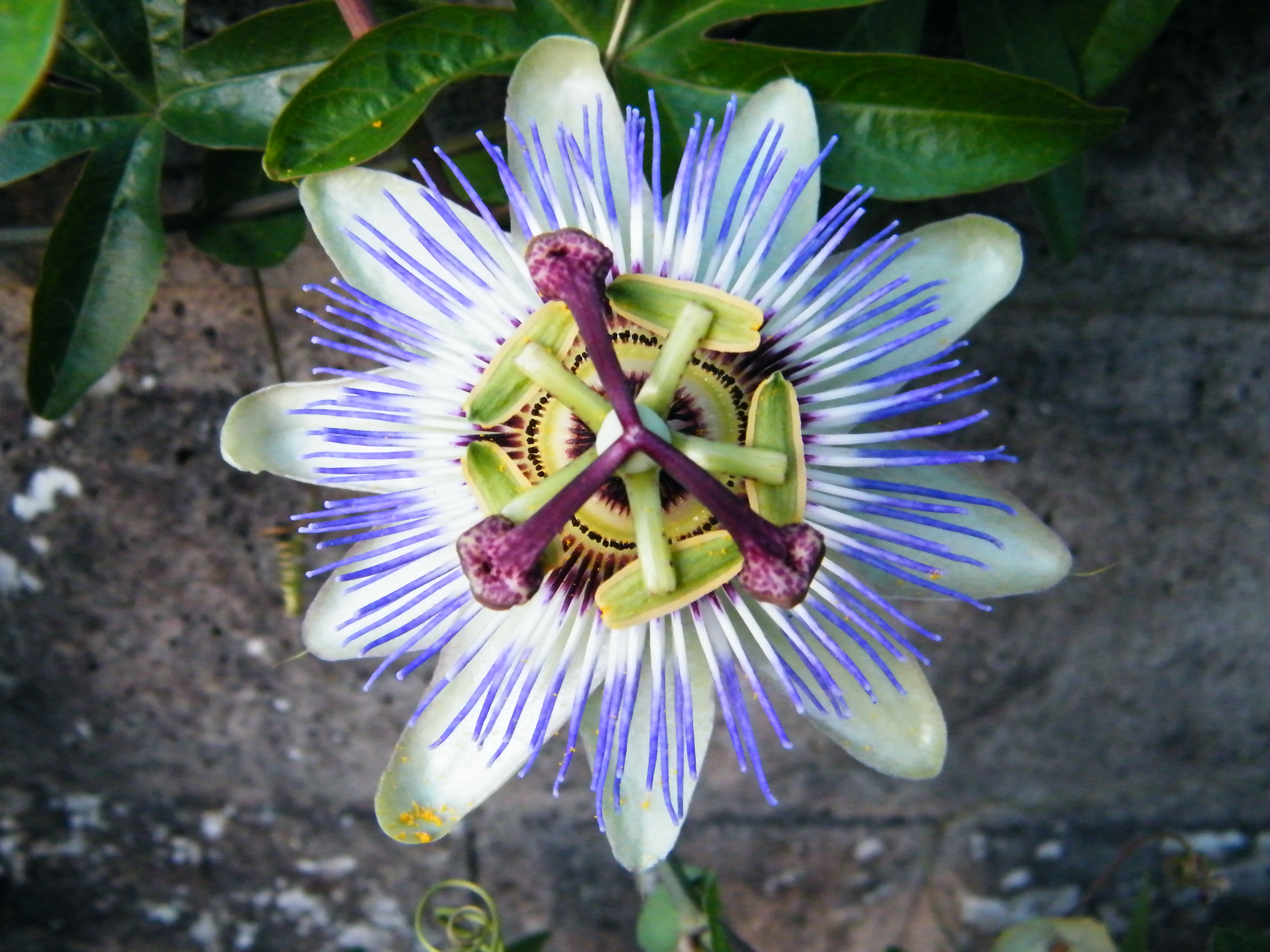
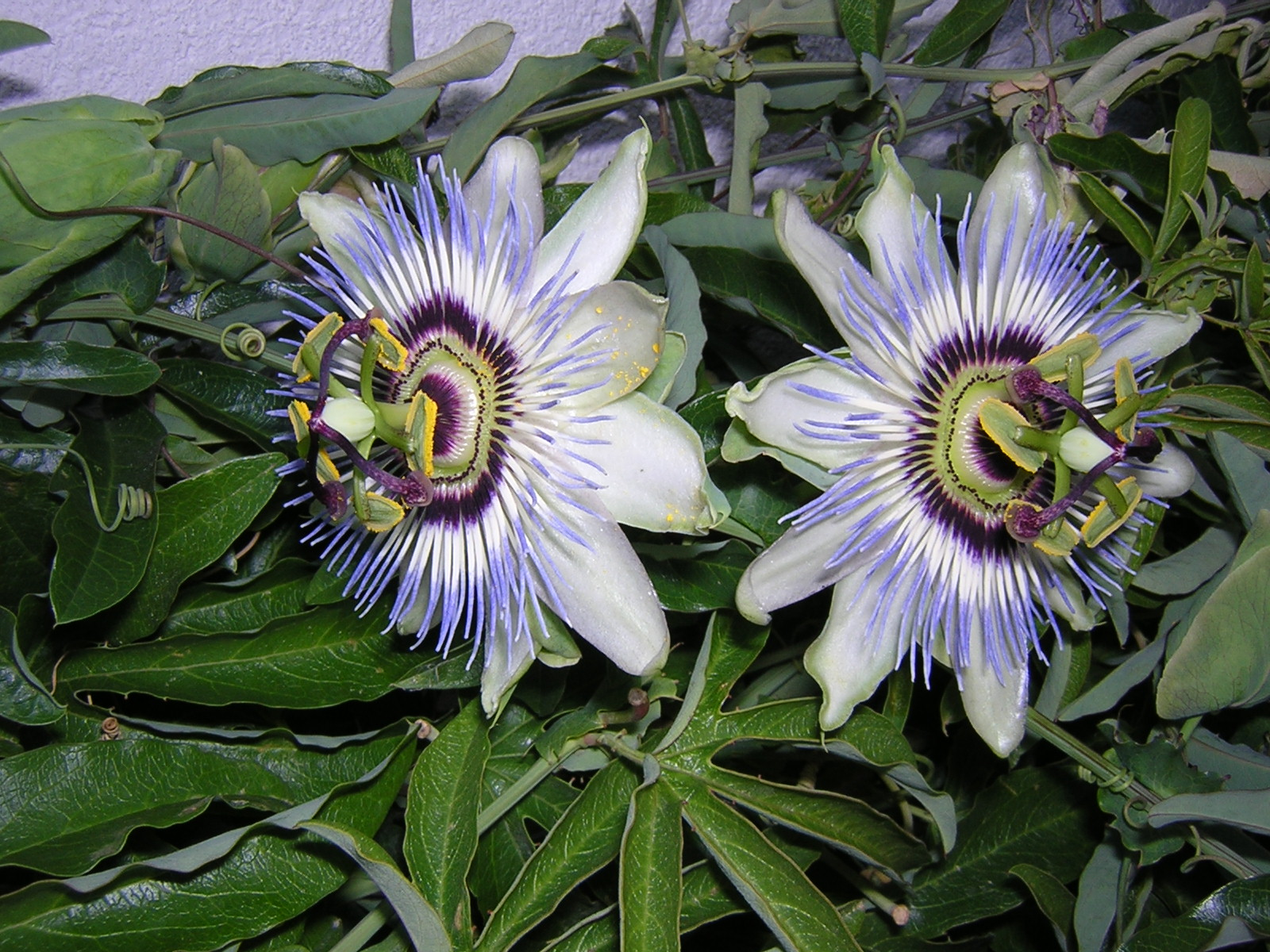
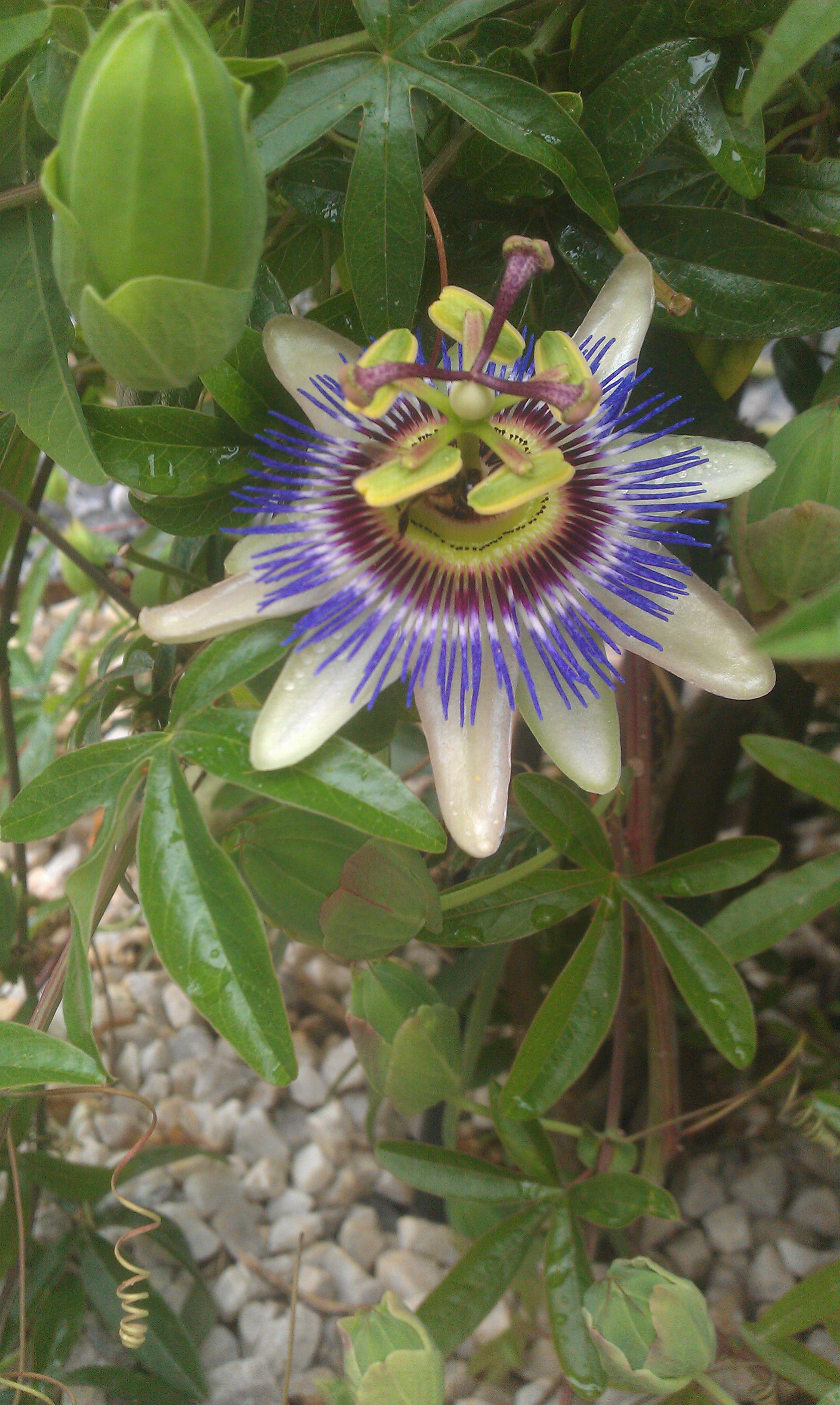
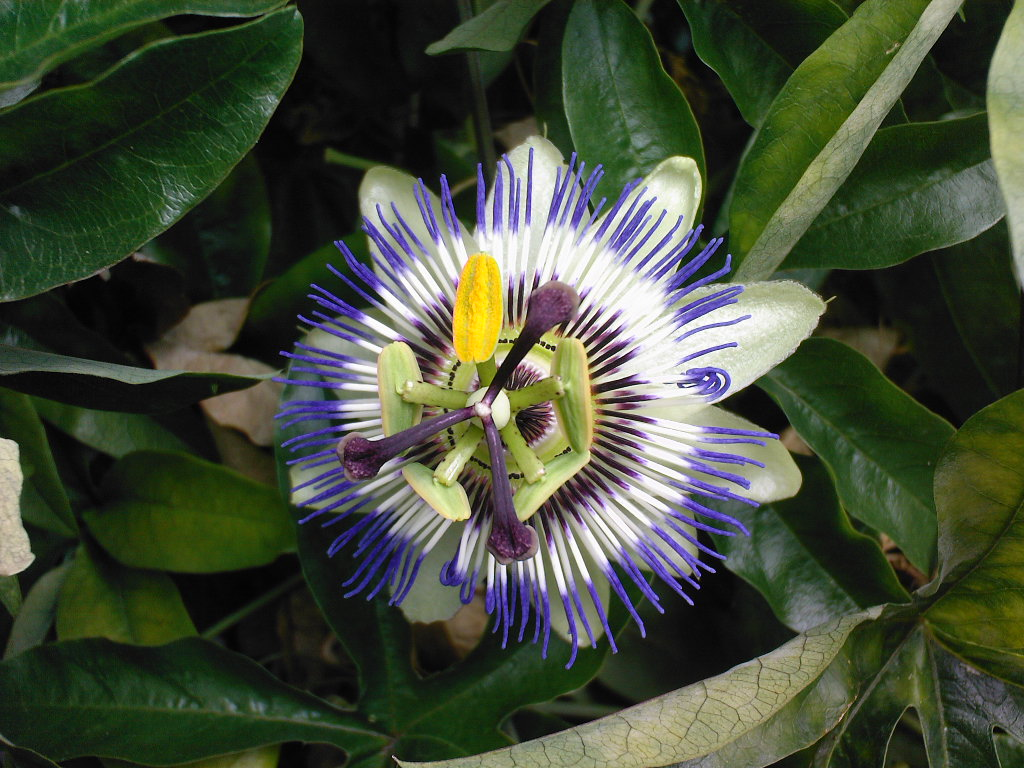